# 인터라켄 선박 운하

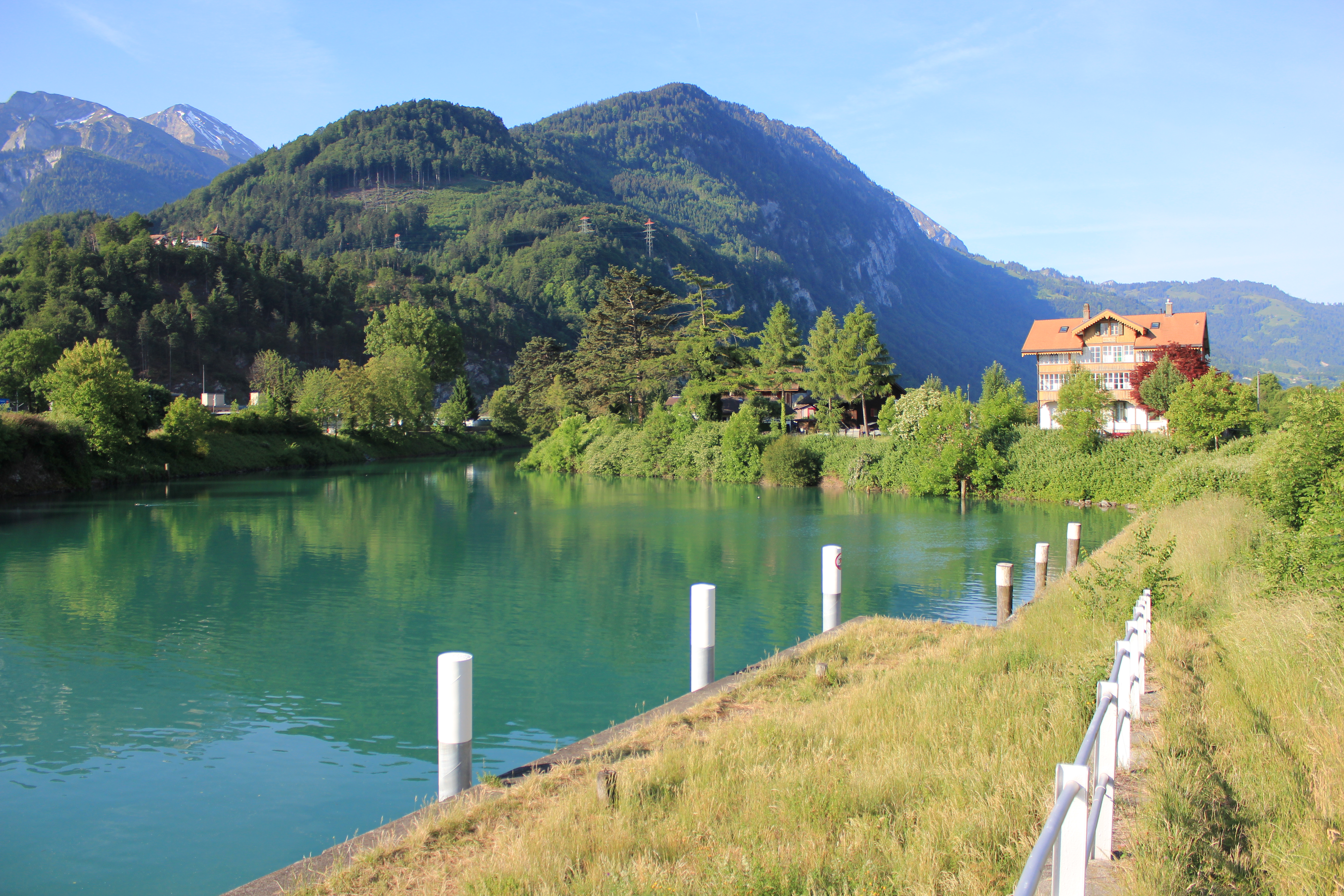
인터라켄 입구 근처의 회전 유역

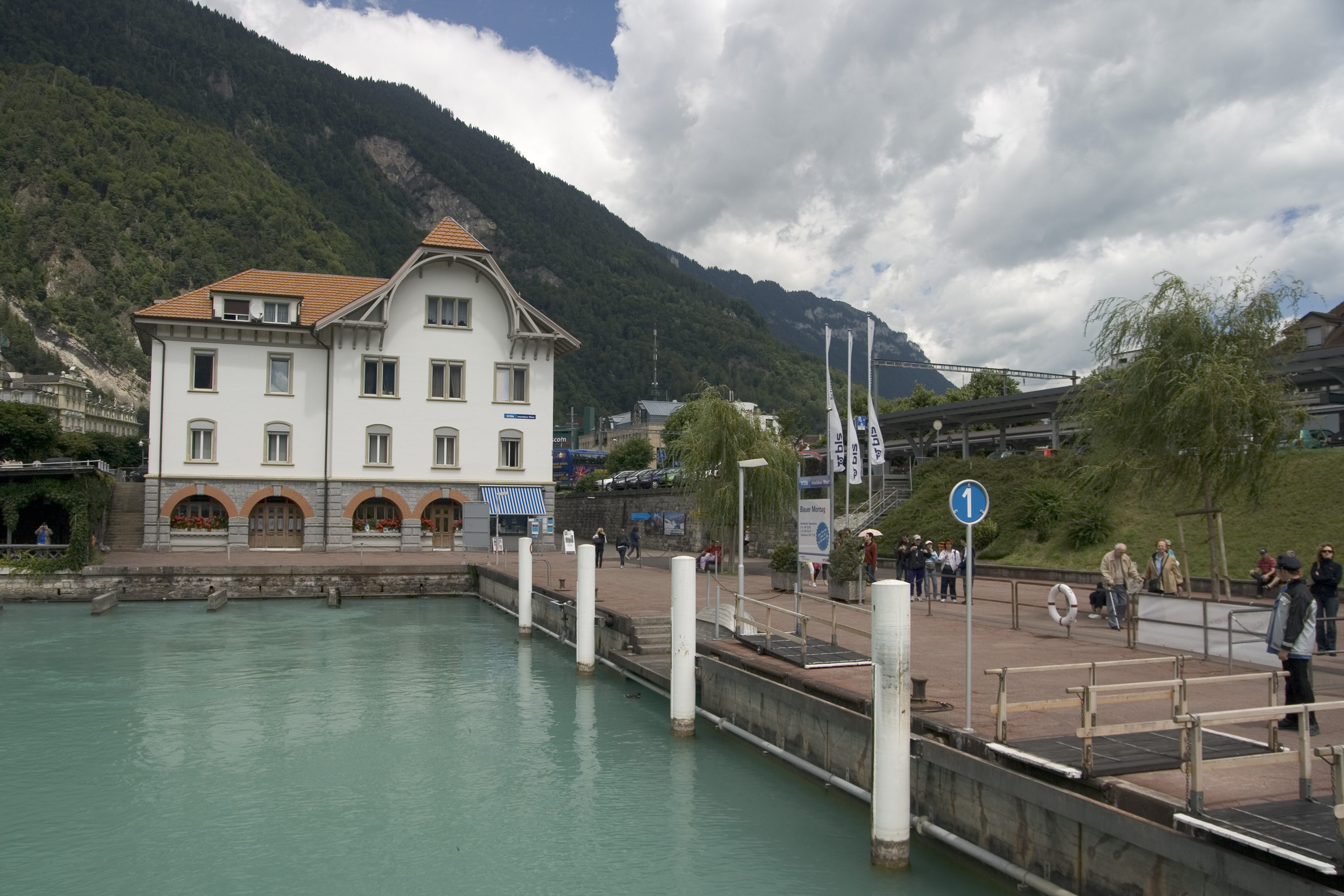
인터라켄 선박 운하의 어귀에 있는 부두. 인터라켄 서역 승강장은 더 높은 층으로 오른쪽에 있다.

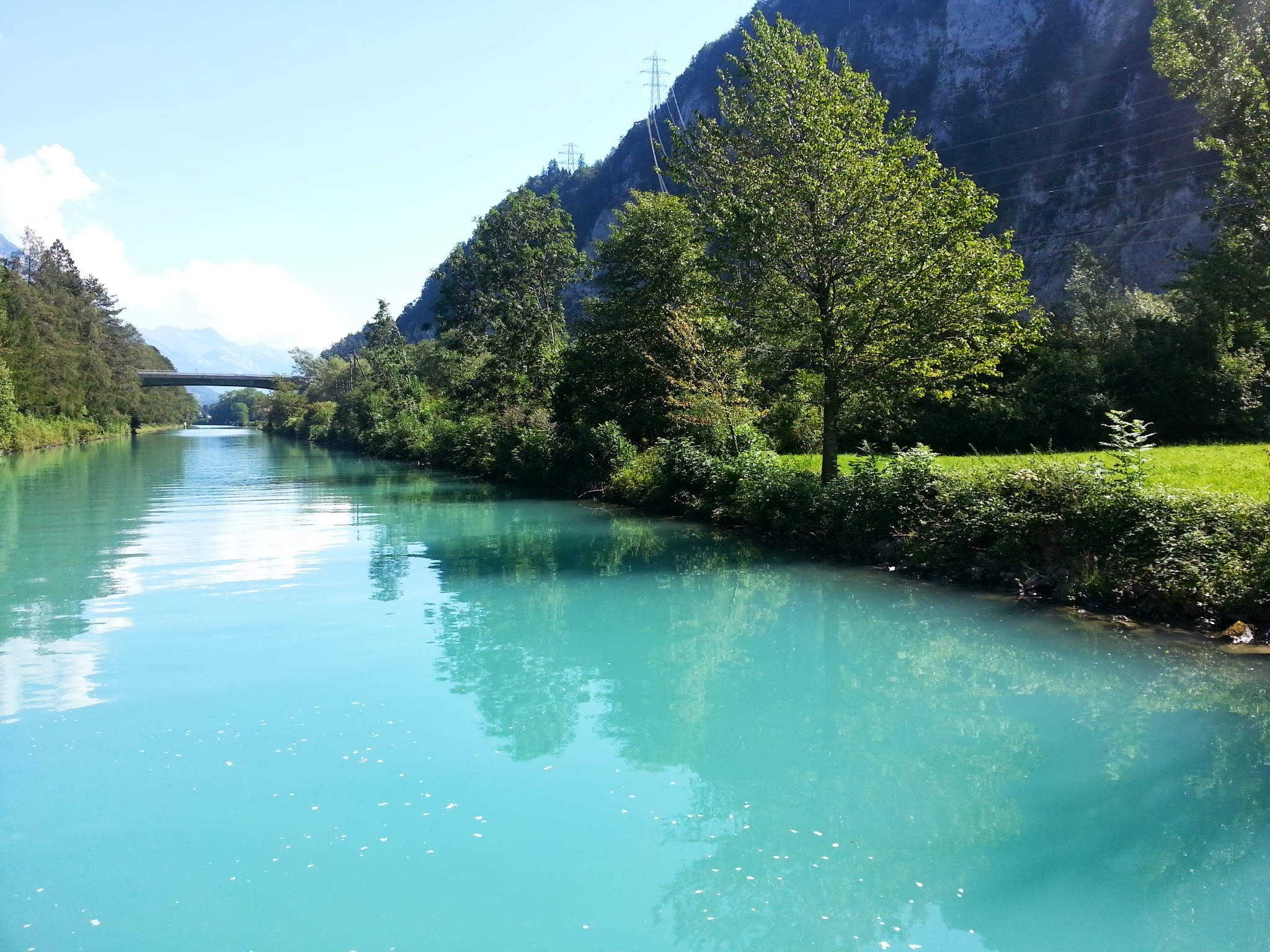
툰 호수와 인터라켄 부두/철도 역을 연결하는 운하.

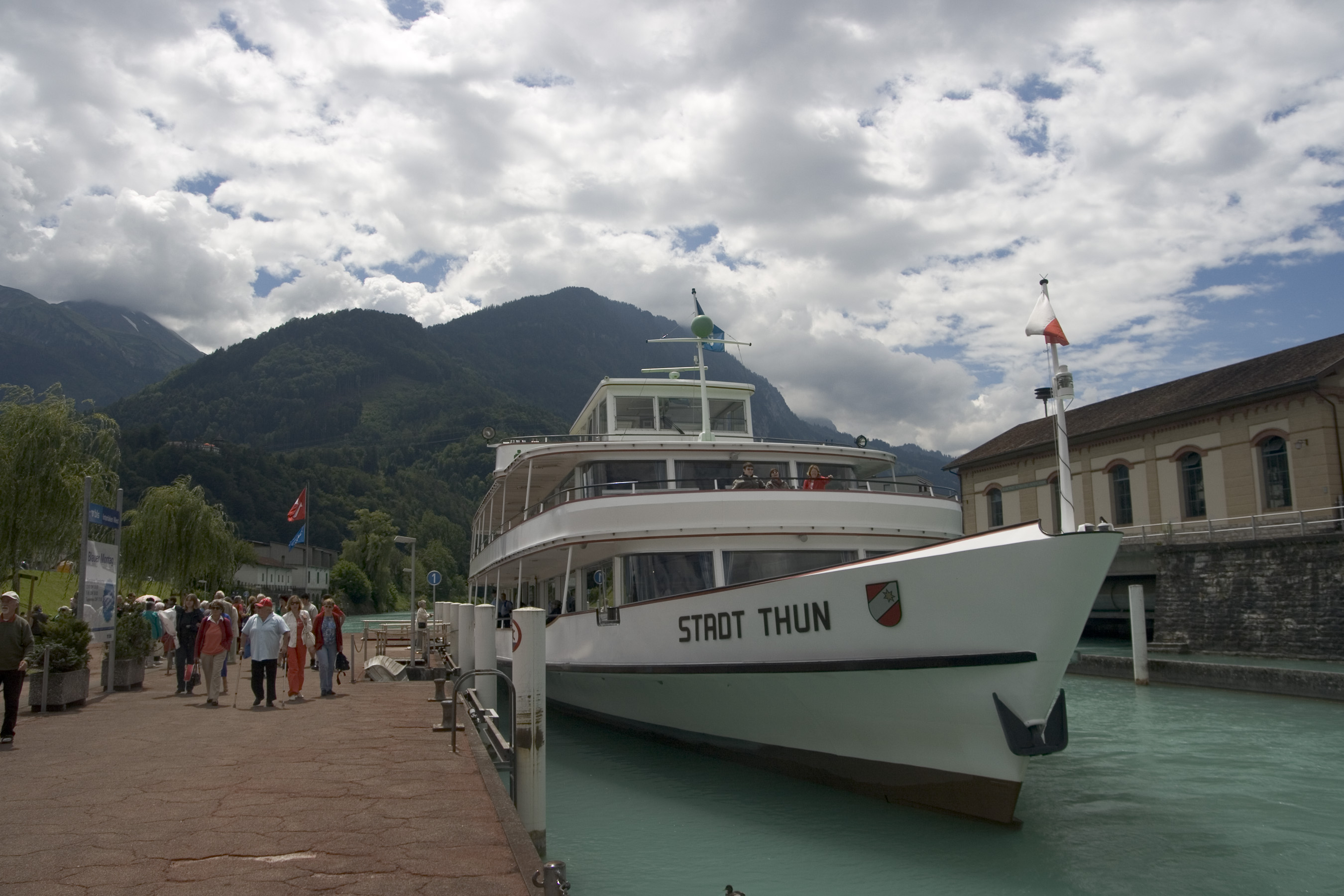
선착장을 따라 정박한 BLS 여객선 Stadt Thun

인터라켄 선박 운하(독일어: Interlaken Schiffskanal)는 스위스 베른주에 있는 2.75km 길이의 운하이다. 이 운하는 툰 호수를 인터라켄 서역에 인접한 인터라켄 타운의 부두와 연결하여 호수 운송 서비스를 마을에 서비스하고, 철도 서비스와 연결할 수 있도록 한다. BLS AG의 툰 호수 여객선에서 여전히 정기적으로 사용하고 있다.
운하는 전체 길이에 걸쳐 아레강과 평행하다. 갑문이 없으며 전체적으로 툰 호수와 같은 수위를 유지한다. 결과적으로 인터라켄 서역의 운하 수위는 인접한 강과 주변 토지의 수위보다 현저히 낮다.
인터라켄의 다른 쪽에서 아레강의 인터라켄 구간의 최상부는 BLS AG의 브리엔츠 호수 여객선이 인터라켄 동역에 도달하는 데 사용된다. 그러나 두 호수 사이에는 항해할 수 있는 연결이 없으며, 두 호수 사이의 5.5km에서 아레강이 약 6m를 떨어뜨리고 여러 둑을 지나간다.

## 역사
툰 호수의 운송 서비스는 호수 양쪽 끝에 있는 툰과 인터라켄 마을을 연결하기 위해 최초의 증기선이 도입된 최소 1834년으로 거슬러 올라간다. 인터라켄은 실제로 브리엔츠 호수와 툰 호수 사이의 아레강의 항해 불가능한 구역에 위치해 있으며 초기에는 약 3km 떨어진 노이하우스(Neuhaus)에서 정박했다.
1872년에 뵈델리반 철도는 툰 호수의 델리겐에서 인터라켄까지 건설되었으며, 브리엔츠 호수 운송 서비스의 인터라켄 종점은 델리겐으로 이전되었다. 그러나 1890년대까지 철도는 툰과 나머지 스위스 철도망을 연결하기 위해 확장되어 운송 서비스를 위협했으며, 이러한 서비스를 운영하는 VDG(United Steam Navigation Company for Lakes Thun and Brienz)는 인터라켄 선박 운하를 건설함으로써 대응했다. 자신들의 선박이 인터라켄 중심부에 도달할 수 있도록 운하를 건설했다. 운하는 1890년에서 1892년 사이에 건설되었다.
VDG는 1912년에 투너제 철도와 합병되었다. 차례로, 이 새로운 회사는 베른-뢰치베르크-심플론 철도에 인수되었으며, 이 철도는 결국 현재 호수 운송 회사인 BLS AG의 일부가 되었다.